# Villa Berberich (Bad Säckingen)

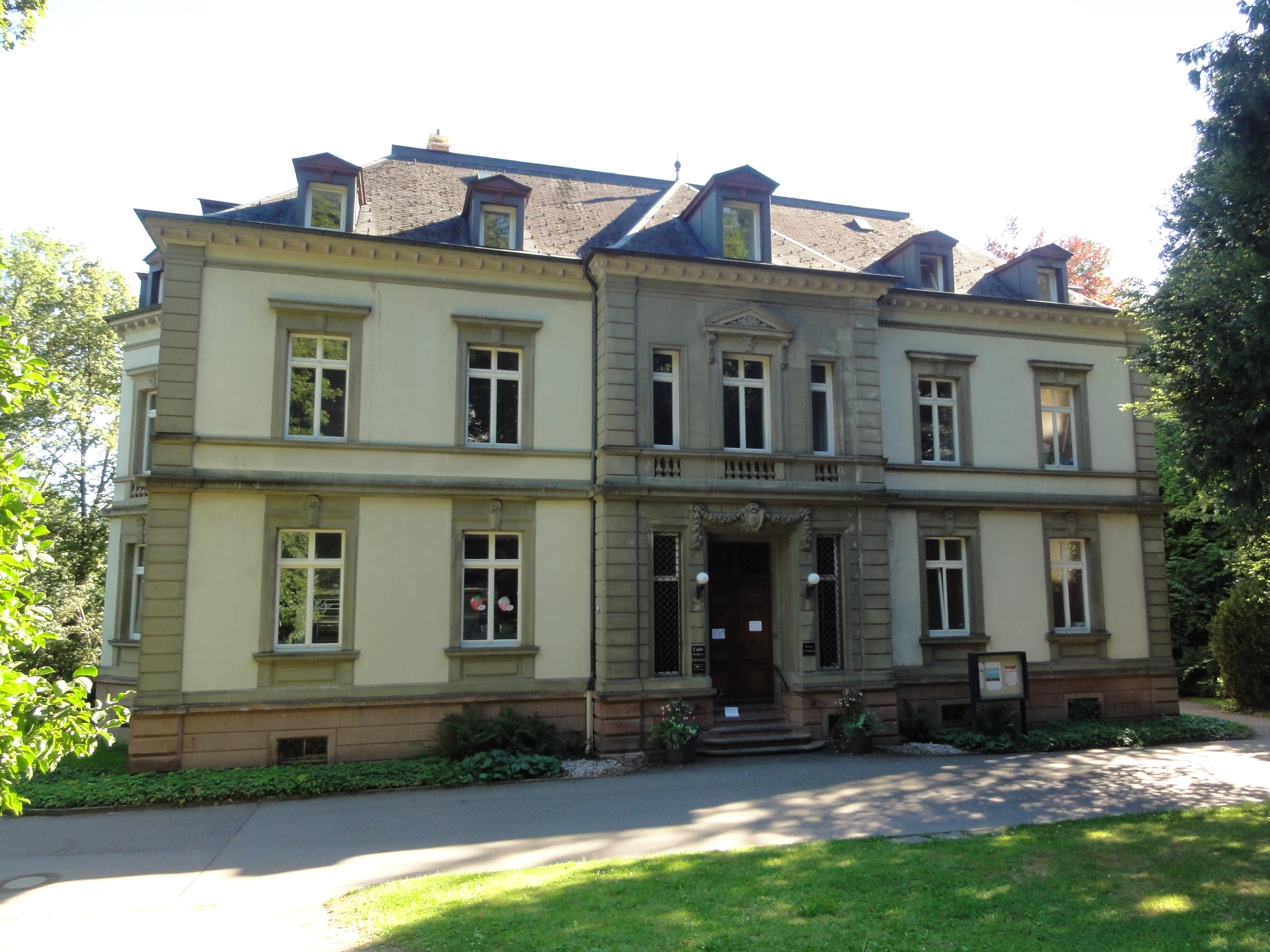
Eingangsseite der Villa Berberich in Bad Säckingen (2012)

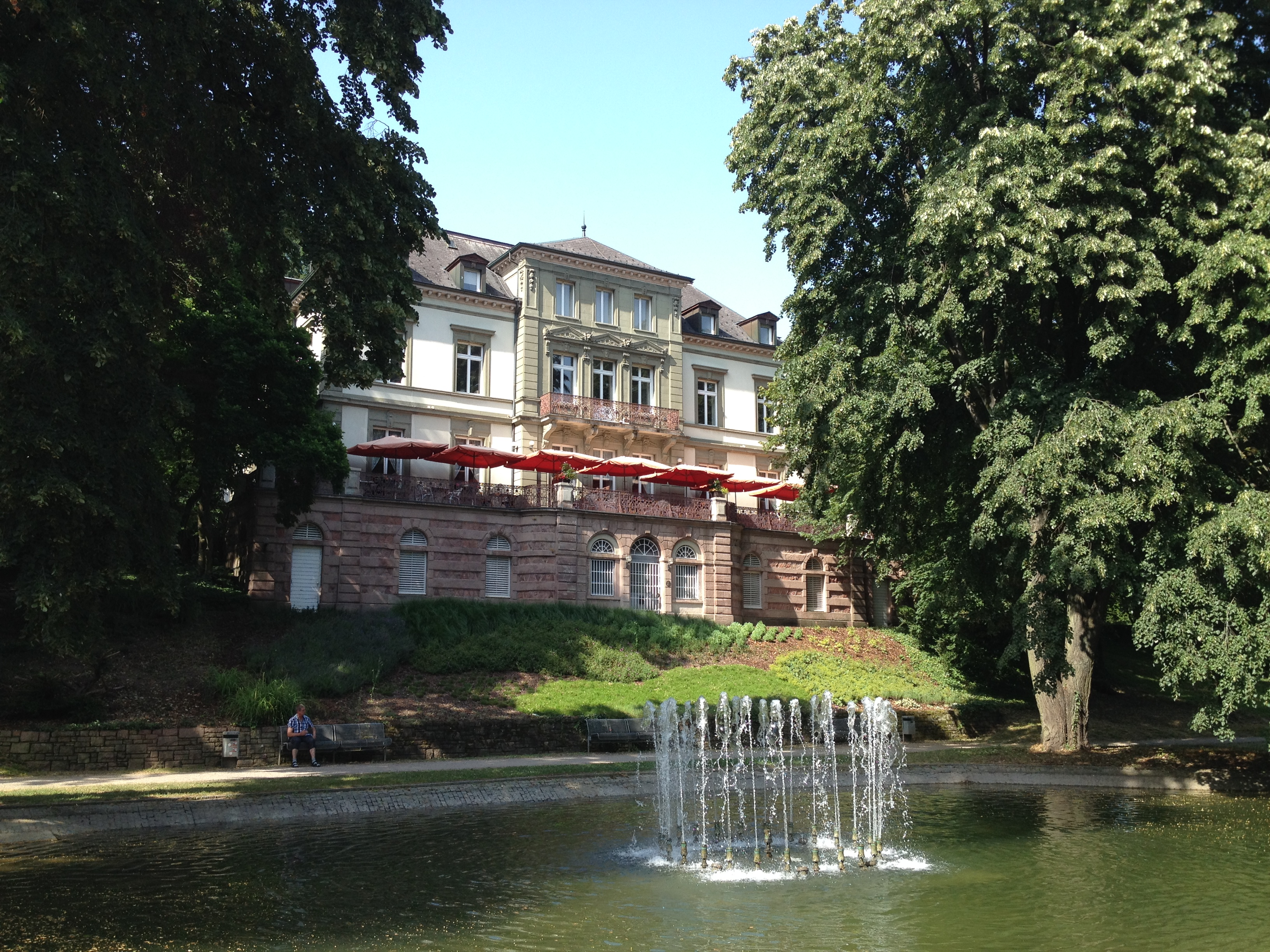
Blick auf die Villa vom Park (2015)

Die Villa Berberich ist ein ehemaliges großbürgerliches Wohnhaus in Bad Säckingen, Parkstraße 1, das seit den 1980er Jahren als Museum genutzt wird und unter Denkmalschutz steht.

## Geschichte
Die Villa wurde Im Jahre 1874 für den Textilindustriellen Ignaz Berberich III. errichtet. Die Villa wurde auf abfallendem Gelände erbaut, deshalb erscheint sie auf der Vorderseite niedriger als auf der Rückseite. Rund um die Villa befindet sich ein großer als Landschaftspark gestalteter Garten, direkt unterhalb der Villa liegt ein Teich mit Fontänen.
Das Gebäude wurde in den 1930er Jahren von der Stadt erworben und von 1941 bis 1980 als Teil des nahegelegenen Bad Säckinger Krankenhauses genutzt.
In den 1980er Jahren wurde das Gebäude als Museum und Ausstellungsort für kulturelle Zwecke umgebaut. Im Erdgeschoss befindet sich ein Café. Die Villa zeigt Ausstellungen zu verschiedenen Themen.
Auf Grund von finanziellen Engpässen überlegt(e) die Stadt, die Villa wieder zu privatisieren.
In der Villa Berberich befindet sich seit 1984 das Mineralienmuseum Villa Berberich der Mineralienfreunde Hochrhein – Fricktal e.V.

## Baubeschreibung
Der Bau wurde in relativ zurückhaltenden (Neu-)Renaissanceformen errichtet. Er gliedert sich in einen anspruchsvoll gestalteten Mittelrisalit und zwei flankierende Flügel, die neben Baugliedern aus Werkstein (Gesimse, Fensterrahmungen, Brüstungsfelder) schlichte Putzflächen aufweisen.
TALSEITE: Der Mittelrisalit ist durch reicheren Bauschmuck und die Verwendung von Werkstein (einem Molassesandstein)  hervorgehoben und überragt mit einem Geschoss zwerchhausartig die Traufe. Die Fenster des ersten Obergeschosses sind im Mittelbau mit konsolengestützten Dreiecksgiebeln verdacht, die durch eine durchlaufende Basis zu einer Gruppe zusammengefasst werden. Die Fensterstürze sind in allen Geschossen mit verzierten Schlusssteinen versehen, am aufwendigsten im Balkongeschoss, das sich eindeutig als Belétage zu erkennen gibt. Die Ecklisenen sind gequadert, außer im obersten Geschoss, wo in eingetieften und gerahmten Feldern einfaches Ornament angebracht ist.
Der vorspringende, abwechslungsreich rustizierte Buntandstein-Unterbau zeigt vor dem Mittelrisalit eine einfache Quaderung. Die flankierenden Partien dagegen weisen fugenbetontes, bruchsteinartiges Gemäuer auf, das durch aufgelegte horizontale Sandsteinbänder gegliedert wird. Der Unterbau besitzt einfache Rundbogenfenster mit schmucklosen Scheitelsteinen und Buntsandstein-Querbalken in Kämpferhöhe. Im Mittelteil bilden hier die Fenster mit dem Portal eine Dreiergruppe. Erwähnenswert sind die filigranen gusseisernen Balkongitter vor den Mittelfenstern der Belétage und über dem vorspringenden Unterbau.
BERGSEITE:  Gequaderte Ecklisenen rahmen auch hier den Werkstein-Mittelrisalit. Im Obergeschoss haben die Fenster Blendbalustraden-Brüstungen, wobei ein Mittelfenster von zwei schlichten schmalhohen Fenstern flankiert wird. Das Mittelfenster mit konsolengestützem Dreiecksgiebel zeigt im Giebelfeld ein Muschelmotiv. Analog ist die Gliederung im Erdgeschoss: das Portal hat hohe schmale Fenster zur Rechten und Linken. Der Schlussstein des Portals trägt eine Kartusche. Sturz und obere Partien der Türpfosten sind mit einem Feston, einer üppigen Girlande, behängt. 
Der rustizierte Sockel  ist durch die Verwendung von Buntsandstein farblich abgesetzt. Oben schließt ein einfaches Konsolgesims den Baukörper ab. Die Ostfassade wird durch einen risalitartig vorspringenden Standerker bereichert.